# Hymenandra iteophylla
Hymenandra iteophylla (Ridl.) Furtado – gatunek roślin z rodziny pierwiosnkowatych (Primulaceae). Występuje naturalnie w Malezji – w stanie Johor. 

## Morfologia
PokrójZimozielony krzew.
LiścieBlaszka liściowa jest nieco skórzasta i ma lancetowaty kształt. Mierzy 12 cm długości oraz 2,5 cm szerokości, jest całobrzega, ma stłumioną nasadę i ostry wierzchołek. Ogonek liściowy jest nagi.
KwiatyZebrane w wierzchotkach przypominających wiechy, o długości 7,5 cm, wyrastają na szczytach pędów.

## Biologia i ekologia
Rośnie w lasach, na wysokości od do 500 m n.p.m.